# 全國維持和平秩序委員會
全國維持和平秩序委員會（泰語：คณะรักษาความสงบแห่งชาติ )是2014年泰國政變時於2014年5月22日至2019年7月10日統治泰國的軍政府。

## 概述
2013年—2014年泰國反政府示威期間，2014年5月20日，泰國軍方宣布全國戒嚴，試圖阻止泰國不斷升級的政治危機，並逼迫民選政府下台。5月22日，軍方推翻了盈拉·欽那瓦政府，成立了全國維持和平秩序委員會以控制泰國。全國維持和平秩序委員會在泰國進行新聞審查，凍結了泰國憲法的大部分條文（除了有關泰國君主的條款），並拘留了泰國內閣成員。全國維持和平秩序委員會在泰國政府新內閣於2019年7月16日宣誓就職後正式解散。